# Star Wars: Tiny Death Star
Star Wars: Tiny Death Star era un videogioco di simulazione sviluppato e pubblicato da Disney Mobile, in collaborazione con NimbleBit, basato sul gioco Tiny Tower ed ambientato nell'universo di Guerre stellari.
Nell'ottobre 2014 il gioco è stato rimosso da Apple Store e Google Play.

## Modalità di gioco
L'obiettivo è quello di costruire ed espandere una Morte Nera, mentre alcuni personaggi virtuali, conosciuti come Bit-tadini, hanno il compito di aprire e di gestire attività virtuali all'interno di essa.

## Caratteristiche

### Risorse

#### Crediti
La valuta principale sono gli Imperial Credits, che possono essere guadagnati vendendo prodotti o addestrando gli Imperial Bux, utili per completare immediatamente ordini di costruzione e produzione, sbloccare piani e specie, potenziare ascensori, sbloccare costumi, reclutare istantaneamente unBit-tadino, ottenere V.I.P. e denaro più rapidamente; essi possono essere acquistati tramite l'opzione Ottieni Bux nel menu principale.

### Personaggi sbloccabili
Durante il gameplay, è possibile sbloccare nuove specie di Bit-tadini quando appaiono nell'ascensore o si trovano nella Morte Nera, suddivisi in: Bounty Hunters, Droids, Men of the Rebellion, Ladies of the Rebellion, Rebel Heroes, Rebel Aliens, Outer Rim, Troops, Rebel Forces, The Force, Cantina Crew, Hutt's Henchmen, Limited Edition, Galactic Registry Series 1 e The Deep Core.
Nello Store è possibile acquistare:
- Bounty Hunters

- Ian Solo (The Cantina, Cloud City Spa e Detention Level)

- Greedo (The Cantina)

- Boba Fett (Cloud City Spa)

- Jawa (Droid Store)

- Droidi (Holochess Hall, eccetto Pit Droid, FX-7 e R2-D2, IG-88 e Chewbecca)

- Chadra-fan  (Holonet Cineplex)

- Ewok e snowtrooper (Imperial Museum)

- Ithoriani (Ithorian Food)

- Mon calamari (Mon Cala Aquarium, eccetto Ammiraglio Ackbar)

- Gungan (Mos Espa Café)

- Jar Jar Binks (Mos Espa Café e  Watto's Wares)

- Boba Fett Limited Edition (Panna City Medicines)

- Snowtrooper (Scoop of Hoth)

- Luke Skywalker (Training Remotes, Trash Compactor, Communications, Extending Bridge e Detention Level)

- Obi-Wan Kenobi (Training Remotes, Blast Doors e Tractor Beam)

- Leila Organa (Trash Compactor, Interrogation, Droid Lab, Extending Bridge e Detention Level)

- Chewbecca (Trash Compactor e Detention Level)

- Pit droid, Toydariani e Watto (Watto’s Wares)

- Yoda (Dagobah Aps), C-3PO (Tatooine Aps e Droid Lab)

- Imperial Gunner (Superlaser Ray)

- Dart Fener (Sith Meditation e Imperial Meeting Room)

#### V.I.P.
Oltre ai Bit-tadini, durante il gameplay appaiono casualmente nell'ascensore i cosiddetti V.I.P., e fino a 5 di essi possono essere memorizzati nella lobby in qualsiasi momento e per sempre; essi sono utili per migliorare la Morte Nera, attirare i clienti verso i livelli, completare le attività più velocemente, spostare i livelli, migliorare i livelli o riempire gli inquilini di un intero piano residenziale libero.

### Livelli
I livelli sono ordinati in sei categorie: ristorazione, servizi, intrattenimento, vendita, residenziale e imperiale. I livelli residenziali ospitano i Bit-tadini, che possono lavorare in cambio di crediti nei livelli aziendali. I livelli di ristorazione, servizi, intrattenimento e vendita sono indispensabili per ottenere crediti, questi ultimi indispensabili per costruire nuovi livelli; inoltre, massimo tre Bit-tadini alla volta, che risiedono in uno dei piani residenziali, sono assegnati al lavoro. Nei livelli imperiali, invece, vengono prodotte le risorse imperiali per le missioni, le quali una volta completate, assegnano al giocatore dei crediti. Per ciascuna delle categorie dei livelli aziendali sono disponibili dieci livelli da sbloccare.